# Juveigneurie
La juveigneurie ou juveignerie est une pratique successorale de la noblesse ou des roturiers selon les régions.

## Description

### Bretagne
En Bretagne, dans la noblesse, le mot « juveigneur » désigne un cadet sans distinction d'ordre de naissance. 
L'article 330 de la Coutume de Bretagne dit aussi que c'est une des formes de tenue noble des terres, à titre de fief et à charge de la foi et de l'hommage : « une des formes de tenue noble est la tenue du juveigneur d'aîné en partage et ramage qui est du puîné vassal[pas clair], ou des descendants de lui, à son frère aîné seigneur, ou descendants dudit aîné ».

### Autres provinces
En Alsace, en Artois, en Flandre et en Picardie, la juveigneurie est une pratique roturière. Le juveigneur est le cadet (fils ou fille) qui reçoit tout ce qui reste du patrimoine familial une fois ses frères et sœurs aînés installés ailleurs avec un « patrimoine de départ ».